# Margareta II. Danska
Margareta II. Danska (dansko Margrethe II, s polnim imenom Margrethe Alexandrine Þórhildur Ingrid), danska kraljica, * 16. april 1940, palača Amalienborg, København, Danska.
Rojena je v rodbino Glücksburg. Leta 1953 je postala prestolonaslednica, ko je ustavna sprememba dovoljevala ženskam, da podedujejo prestol. Kot najstarejši otrok Friderika IX. Danskega in Ingrid Švedske je ob očetovi smrti 14. januarja 1972 postala kraljica Danske. Tako je Margareta postala prva ženska vladarica Danske po Margareti I., ki je vladala skandinavskim državam med letoma 1375 in 1412 v Kalmarski uniji. Na danskem prestolu je ostala natanko 52 let, s čimer je postala drugi najdlje vladajoči danski monarh za svojim prednikom Kristjanom IV. 14. januarja 2024 je prestol prepustila sinu Frederiku X.
Leta 1967 se je poročila s Henrijem de Labordom de Monpezatom, s katerim ima dva sinova: Frederika (rojen 1968), ki je postal kralj Friderik X. 14. januarja 2024 in princa Joahima (rojen 1969).

## Zgodnje življenje
Princesa Margareta se je rodila 16. aprila 1940 v palači Amalienborg v Københavnu kot prvi otrok prestolonaslednika Friderika, kasneje kralja Friderika IX, in prestolonaslednice Ingrid, kasneje kraljice Ingrid. Njen oče je bil najstarejši sin takrat vladajočega kralja Kristjana X., medtem ko je bila njena mati edina hčer prestolonaslednika Gustava Adolfa, kasneje kralja Gustava. VI. Adolfa Švedskega, in prestolonaslednice Margarete, vnukinje kraljice Viktorije. Rodila se je le en teden po nemški okupaciji Danske.
Krščena je bila 14. maja v cerkvi Holmen v Københavnu. Princesini botri so bili: kralj Kristjan X. (stari oče po očetovi strani), dedni princ Knut (stric po očetovi strani), princ Aksel (bratranec), kralj Gustav V. Švedski (stari oče njene matere), prestolonaslednik Gustav Adolf Švedski (stari oče po materni strani), Gustav Adolf Švedski (stric po materni strani), princ Artur, vojvoda Connachtski in Strathearnski (oče stare mame po materni strani).
Ime Margareta je dobila po svoji pokojni stari materi po materni strani, prestolonaslednici Margareti Švedski, ime Aleksandrina po stari materi po očetovi strani, kraljici Aleksandrini, in ime Ingrid po svoji materi, prestolonaslednici Ingrid. Ker je bil njen stari oče po očetovi strani tudi kralj Islandije in je bila  Margareta do leta 1944 islandska princesa, je dobila islandsko ime Þórhildur (Torhildur).
Leta 1994, ko je bila Margareta stara štiri leta, se je rodila njena prva sestra Benedikta. Princesa Benedikta se je kasneje poročila s princem Rihardom Saynsko-Wittgensteinsko-Berleburškim (1934-2017), s katerim je nekaj časa živela v Nemčiji. Njena druga sestra princesa Ana-Marija se je rodila leta 1946. Ana-Marija se je kasneje poročila s kraljem Konstantinom II. Grškim in sedaj živi v Grčiji.
Margareta in njene sestre so odrasle v apartmajih palače Friderika VIII. v Amalienborgu in v palači Fredensborg na severni Zelandiji. Večino poletnih počitnic je preživela s kraljevsko družino na poletni rezidenci njenih staršev v palači Gråsten na južni Jutlandiji. Kralj Kristjan X. je umrl 20. aprila 1947 in Margaretin oče je nasledil prestol kot kralj Friderik IX.

## Prestolonaslednica
V času njenega rojstva so se na prestol Danske lahko povzpeli le moški zaradi sprememb v nasledstvenih zakonih, uveljavljenih leta 1850, ko je bila podružnica rodbine Glücksburg izbrana za nasledstvo prestola. Ker ni imela bratov, se je domnevalo, da bo njen stric princ Knut nekega dne prevzel prestol.
Proces spreminjanja ustave se je začel leta 1947, nedolgo po tem, ko je njen oče zasedel prestol in je postalo jasno, da kraljica Ingrid ne bo imela več otrok. Začetek zapletenega procesa spreminjanje ustave je pripomogla priljubljenost Friderika in njegovih hčera ter čedalje bolj pomembna vloga žensk v danskem življenju. Zakon je zahteval, da je predlog sprejet pri dveh zaporednih parlamentih in nato na referendumu, ki se je zgodil 27. marca 1953. Nov zakon o dedovanju je dovolil nasledstvo ženske na prestol le, če ni imela brata. Princesa Margareta je tako postala prestolonaslednica.
Na svoj osemnajsti rojstni dan 16. aprila 1958 je Margareta dobila sedež v državnem svetu. V odsotnosti kralja je nato vodila seje sveta.
Leta 1960 je skupaj s princesami Švedske in Norveške odpotovala v ZDA, ki je vključeval obisk Los Angelesa in Paramount Studios, kjer je srečala številne zvezdnike, vključno z Deanom Martinom, Jerryjem Lewisom in Elvisom Presleyem.

### Izobrazba
Margareta se je izobraževala na zasebni šoli N. Zahlé v Københavnu, kjer je leta 1959 tudi diplomirala. Eno leto je preživela v internatu North Foreland Lodge za dekleta v Hampshireu, Angliji in kasneje študirala prazgodovinsko arheologijo na kolidžu Girton v Cambridgu med letoma 1960 in 1961, politologijo na univerzi Aarhusmed med letoma 1961 in 1962, leta 1963 je bila na Pariški univerzi in leta 1965 je bila na Londonski šoli za ekonomijo. Bila je "fellow" društva starinarjev v Londonu.
Kraljica Margareta tekoče govori danščino, francoščino, angleščino, švedščino in nemščino in ima omejeno znanje ferščine.

### Poroka
Princesa Margareta se je 10. junija 1967 poročila s francoskim diplomatom, grofom Henrijem de Labordom de Monpezatom v cerkvi Holmen v Københavnu. Henrik je pridobil naziv "njegova kraljeva visokost prince Henrik Danski" zaradi svoje nove pozicije kot soprog prestolonaslednice na danski prestol. Poročena sta bila več kot petdeset let do njegove smrti 13. februarja 2018.
Margareta je svojega prvega otroka rodila 26. maja 1968. Po tradiciji se danski kralji imenujejo ali Friderik ali Kristjan. Odločila se je, da to ohrani, in prevzela položaj Kristjana ter tako poimenovala svojega najstarejšega sina Friderik. Njen drugi sin Joahim se je rodil 7. junija 1969.

## Vladanje

### Nasledstvo
Kmalu po tem, ko je kralj Friderik IX. podal svoj novoletni nagovor narodu na prelomu leta 1971/72, je zbolel. Ob njegovi smrti 14 dni pozneje ga je Margareta nasledila na prestolu in postala prva ženska danska vladarica po novem zakonu o dedovanju. En dan kasneje, 15. januarja 1972, jo je predsednik vlade Jens Otto Krag z balkona palače Christiansborg razglasil za kraljico. Kraljica Margareta II. se je odpovedala vsem prejšnjim nazivom monarhov razen naziva Danski, zato je njen naslov po milosti Božji kraljica Danske (dansko: Margrethe den Anden, af Guds Nåde Danmarks Dronning). Kraljica si je izbrala geslo: Božja pomoč, ljubezen ljudstva, moč Danske.

V svojem prvem nagovoru ljudem je kraljica Margareta II. dejala:
Moj ljubljeni oče, naš kralj, je mrtev. Delo, ki ga je moj oče izvajal skoraj 25 let, zdaj počiva na mojih ramenih. Molim k Bogu, da mi da pomoč in moč za izvajanje težke dediščine. Naj je zaupanje, ki je bilo dano očetu, dodeljeno tudi meni.
Kraljičine glavne naloge so, da predstavlja kraljestvo v tujini in da je povezovalna figura doma, sprejema tuje veleposlanike ter nagrajuje priznanja in medalje. Kraljica opravlja slednjo nalogo s sprejetjem vabila na odprtje razstave, udeležil obletnice, slovesno mostove, itd.
Kot neizvoljeni javni uslužbenec, kraljica ne sodeluje v političnih strankah in ne izraža svojih političnih stališč. Čeprav ima pravico do glasovanja, se je odločila, da tega ne stori, da bi se izognili videzu pristranskosti.
V tradicionalnem prednovoletnem nagovoru 31. decembra 2023 je napovedala, da bo 14. januarja, na 52. obletnico svojega kronanja, prepustila prestol svojemu starejšemu sinu Frideriku. Kot razlog je navedla svoje zdravstvene težave. Sin Frederik (slovensko Friderik X. Danski) je tega dne prevzel prestol, njegova žena Mary pa je prevzela naslov kraljice. 

## Zasebno življenje in interesi
Uradni rezidenci kraljice in princa sta palača Amalienborg v Københavnu in palača Fredensborg. Njuna poletna rezidenca je palača Gråsten blizu Sønderborga, nekdanji dom kraljičine matere, kraljice Ingrid, ki je umrla leta 2000.
Margareta je izurjena slikarka in je že ustvarila veliko umetniških predstav v preteklih letih. Njene ilustracije, ki so izdane pod psevdonimom Ingahild Grathmer, so bile uporabljene za dansko izdajo Gospodarja prstanov, ki jih je bila spodbujena ilustrirati v začetku 1970ih. Sama jih je poslala J. R. R. Tolkienu, ki je bil presenečen nad podobnostjo risb z njegovim slogom. Margaretine risbe je britanski umetnik Eric Fraser na novo prerisal v prevodu objavljenem leta 1977 in ponovno izdanem leta 2002. Leta 2000 je ilustrirala pesniško zbirko njenega moža Henrika, Cantabile. Je tudi izpopolnjena prevajalka in dejano je, da je sodelovala v danskem prevodu Gospodarja prstanov. Njena druga spretnost je kostumografija, saj je oblikovala kostume za produkcijo Ljudska pravljica, ki jo je pripravil Kraljevi danski balet, in za film De Vilde svaner (Divji labodi) Petra Flintha iz leta 2009. Oblikuje si tudi lastne obleke in je znana po svoji barviti in včasih ekscentrični izbiri oblačil. The Guardian jo je marca 2013 uvrstil za eno od petdeset najbolje oblečeni ljudi starejši od 50 let.
Margareta je verižna kadilka in je znana po tej navadi. Danski časopis B.T. je 23. novembra 2006 poročal o obvestilu iz kraljevega dvora, v katerem je navedeno, da bo kraljica v prihodnje kadila le v zasebnosti.

## Družina
Kraljica ima dva sinova in osem vnukov:
- Kralj Frederik X. André Henrik Christian Danski je rojen 26. maja 1968. Poročil se je z Mary Donaldson 14. maja 2004 v katedrali v Københavnu. Par ima štiri otroke:
  - Princ Christian Valdemar Henri John Danski, rojen 15. oktobra 2005
  - Princesa Isabella Henrietta Ingrid Margrethe Danska, rojena 21. aprila 2007
  - Princ Vincent Frederik Minik Alexander Danski, rojen 8. januarja 2011
  - Princesa Josephine Sophia Ivalo Mathilda Danska, rojena 8. januarja 2011
- Princ Joachim Holger Waldemar Christian Danski, rojen 7. junija 1969. Z Alexandro Manley je bil poročen od 18. novembra 1995 do 8. aprila 2005. Drugič se je poročil z Marie Cavallier 24. maja 2008 v cerkvi Møgeltønder. Joachim ima štiri otroke; dva sinova s prvo ženo ter enega sina in eno hčerko z drugo ženo:
  - Princ Nikolai William Alexander Frederik Danski, rojen 28. avgusta 1999.
  - Princ Felix Henrik Valdemar Christian Danski, rojen 22. julija 2002.
  - Princ Henrik Carl Joachim Alain Danski, rojen 4. maja 2009.
  - Princesa Athena Marguerite Françoise Marie Danska, rojena 24. januarja 2012.

Leta 2008 je kraljica oznanila, da bodo njeni moški potomci nosili dodatni naziv grof Monpezaški v prepoznavo prednikov njenega moža.

## Nazivi, odlikovanja, nagrade in monogrami

### Nazivi
- 16. april 1940 - 17. junij 1944:  Njena kraljeva visokost princesa Margareta Danska in Islandska
- 17. junij 1944 – 5. junij 1953: Njena kraljeva visokost princesa Margareta Danska
- 5. junij 1953 – 14. januar 1972: Njena kraljeva visokost princesa Margareta, prestolonaslednica Danske
- 14. januar 1972 – 14. januar 2024: Njeno veličanstvo kraljica Danske

### Odlikovanja in nagrade
Leta 2001 je prejela zlati častni znak svobode Republike Slovenije z naslednjo utemeljitvijo: »za zasluge pri utrjevanju prijateljskih meddržavnih odnosov med Republiko Slovenijo in Kraljevino Dansko«.

### Simboli
- Kraljevi grb
- Kraljevi standard
- Kraljevi monogram Margarete II.
- Osebni monogram Margarete II.
- Dvojni monogram Margarete II. in njenega moža Henrika, princa soproga Danske

## Zunanji viri
- Kraljičina domača stran
- Uradna spletna stran danske monarhije
- Tapiserije za njeno veličanstvo kraljico Danske

| Margareta II.Rodbina GlücksburgRojen: 16. april 1940 |                                                                 |                                                     |
| Vladarski nazivi                                     |                                                                 |                                                     |
| Predhodnik: Friderik IX.                             | Kraljica Danske 1972–danes                                      | Trenutni nosilec naziva Prestolonaslednik: Friderik |
| Nasledstvena linija                                  |                                                                 |                                                     |
| Predhodnik: Grofica Kajsa Bernadotte                 | Nasledstvo na britanski prestol potomka Arturja, sina Viktorije | Naslednik: Prestolonaslednik Danske                 |